# 劳伦丘·罗舒
劳伦丘·罗舒（羅馬尼亞語：Laurențiu Roșu，1975年10月26日—），罗马尼亚男子足球运动员，场上位置是前锋。他曾代表罗马尼亚国家队参加2000年欧洲足球锦标赛，结果队伍止步八强。